# Garrick Ohlsson
Garrick Ohlsson (Nueva York, 3 de abril de 1948) es un pianista estadounidense.

## Trayectoria
Ha sido el primer pianista de su país en ganar el primer premio de la VIII edición del Concurso Internacional de Piano Frédéric Chopin de 1970 en Varsovia. También ha ganado los primeros premios de la competición Busoni en Italia y del Concurso internacional de Montreal, entre otros.
Comenzó sus estudios de piano a la edad de 8 años en el Conservatorio de Westchester y a los 13 los continúa en la Juilliard school. Su trayectoria musical ha estado influenciada y completamente avalada por diversos profesores de gran prestigio, como Claudio Arrau, Olga Barabini, Tom Lishman, Sascha Gorodnitzki, Rosina Lhevinne y Irma Wolpe. Como estudiante del último Claudio Arrau, Ohlsson se ha hecho notar en las obras más famosas de Mozart, Beethoven, y Schubert, como también del repertorio romántico. Ohlsson ha tocado con orquestas sinfónicas de su país como las de Cleveland, Filadelfia, Cincinnati, Indianápolis, Houston, Baltimore, Pittsburgh, Los Ángeles, Seattle, Washington D. C., y Berkeley; y también europeas como con la Sinfónica de Londres. 
En el año 2007, ha fundado el Festival Mozart, el más famoso de Nueva York que entran dentro de este tipo de festivales.
Ohlsson posee un repertorio pianístico bastante amplio, en el que además de las obras de los autores citados anteriormente, destacan sus interpretaciones de Chopin, entre las de otros compositores. Ha grabado las sonatas completas de Beethoven, poniendo el acento en las influencias de Bach sobre el compositor, lo que ha sido muy bien recibido por la crítica.
Tiene unas manos excepcionalmente amplias, pudiendo realizar con la izquierda una decimotercera y con la derecha una decimosegunda. Ello le lleva a  ofrecer unos recitales con marcado acento virtuosístico. También hace gala de una gran memoria, lo que le permite ejecutar multitud de obras sin seguir la partitura.